# Motilal Nehru
Motilal Nehru (Agra, 6 maggio 1861 – Lucknow, 6 febbraio 1931) è stato un politico indiano, considerato il capostipite della famiglia Nehru-Gandhi.

## Biografia
Avvocato moderato, divenne radicale e critico degli Inglesi dopo il massacro di Amritsar (1919) e fondò il quotidiano The Independent. Fondatore dello Svaraj (1923), ne ebbe la presidenza dal 1924 al 1927. Massone, fu Maestro venerabile della Loggia Unity n. 29 di Allahabad. Pur essendo un membro del Congresso, Nehru supportò Chandra Shekhar Azad, un rivoluzionario indiano che si stava battendo per l'indipendenza dell'India dai coloni inglesi. Suo figlio fu il celeberrimo Jawaharlal Nehru, Primo ministro indiano dal 1947 al 1964 e una delle personalità politiche più in vista del mondo nella sua epoca..